# 黄現璠
黄 現璠（こう げんはん、チワン語: Vangz Yenfanh）は、中華民国・中華人民共和国の歴史学者・民族学者。学問は史学・民俗学・人類学・言語学・文化学・チワン学と多岐に渡る。中国チワン族史学とチワン学の第一人者、中国現代民族学研究の先駆者の一人と知られる。八桂学派と無奴学派の創始者。本名は甘錦英。チワン族出身。

## 概要
黄現璠は生涯、「千人の諾諾たるに学ばず、一夫の諤諤たるをなす」という信念を貫き、「背筋を伸ばして敢えて言動し、群れの代弁者となる」という生き方を貫き、権力に立ち向かうことを恐れなかった。そのため、彼は政治的に多くの苦難を経験し、特に1958年から1979年にかけては、21年にわたり政治的迫害を受けた。 歴史学者として、黄現璠は生涯を通じて多くの著作を残した。代表作には、『中国通史綱要』、『唐代社会概略』、『宋代太学生救国運動』、『広西僮族簡史』、『壮族通史』、『中国歴史に奴隷社会はなかった—あわせて世界古代の奴隷とその社会形態を論ず』などがある。さらに、彼は『戦国時代農奴解放と人の発見』など、80編以上の論文も発表している。黄現璠は50年以上、歴史学と民族学の研究に専念し、中国史と民族史の研究、特に壮族の歴史と文化の研究において重要な貢献をした。彼が最初に提唱した「広西壮族土著説」と「儂智高反宋蜂起正義説」は、後世の学者たちに受け継がれ、現在では定説とされている。また、彼が唱えた「中国の民族の歴史には奴隷社会が存在しなかった」という見解は、歴史学界から大きな注目を集めている。彼の学問の方法と学術体系は、中国の民族史研究に大きな影響を与え、20世紀における壮族学発展の指導的人物と見なされている。黄現璠の人生経験と思想は、20世紀の中国知識人の境遇を側面から浮き彫りにするだけでなく、中国近現代史を研究する上で重要な参考資料ともなっている。

## 略歴
黄現璠は中国清朝広西省南寧府新寧州六都渠思村（現在の広西チワン族自治区崇左市扶綏県渠旧鎮三合村渠思屯）の農民の家に生まれる。幼少時に家塾で学び、後に広西第三師範高等学校を経て、1926年（民国15年）に国立北京師範大学に入学した。陳垣・銭玄同などから史学、訓詁についての考証学を学び、1932年（民国21年）に極めて優秀な成績で卒業し、大学院に入学した。大学院在学中の1932-35年に、北京師範大学研究所（のちの北京師範大学研究院）の指導教員銭玄同の勧めにより、北京師範大学研究所の史料編纂員となった。
1935年（民国24年）に、広西省の援助を受けて日本に渡り、東京帝国大学文学部大学院の東洋史学研究科に留学した。東京帝大院では東洋史を専攻し、池内宏、加藤繁、和田清などの指導を受けた。彼は「東京文献学派」の系譜を継ぐ第二世代の研究者として活躍しています。留学中に、日本の白鳥庫吉、津田左右吉、原田淑人、後藤朝太郎、宮崎市定、中国の郭沫若といった研究者と知り合った。留学経験により、彼は東西歴史研究の要素を融合させた独自の視点を獲得した。
1937年（民国26年）に盧溝橋事件発生を受けて帰国した。翌年に国立広西大学の招聘を受け、史学講師となり、中国通史を教えた。1940年に助教授となり、中国古代史の講義を担当した。1941年（民国30年）に広州の国立中山大学史学教授となり、中国漢代・唐代・宋代史などの講義を担当した。1942年（民国31年）に国立桂林師範学院歴史地理学部教授となり、広西教育研究所の研究員を兼任した。1943年（民国32年）に再度国立広西大学で教鞭を執り、主として魏晋南北朝史、隋・唐・五代十国時代史、中国文化史、日中文化交流史などの講義を担当するとともに、中国社会生活史、民俗学および少数民族の調査、資料蒐集と研究発表を行なった。後に、広西大学の訓導長、中国語の学部主任、大学の図書館長などの職を兼任した。
1949年に中華人民共和国が成立した後、1954年に黄現璠は広西師範学院（後に広西師範大学と改称）歴史地理学部教授となり、学院の図書館長を兼任し、長きにわたり、中国通史、先秦史（三代）、中国歴史文献などの講義を担当した。同時に、第1期全人代広西省代表、全人代民族委員会委員、中央対外文化連絡委員会委員、第1期中国人民対外文化協会（後に中国人民対外友好協会に改名）理事、桂西チワン族自治区人民政府委員、広西省人民委員会委員などの役職を務めた。
1957年7月に、黄現璠が青島で開催された「全国民族工作座談会」（この会議では、周恩来による基調講演で、会議に出席した105の代表がすべて全人代民族委員会のメンバーである）に出席した。反右派闘争期間の同年10月15日に、中国共産党中央は「右派分子を決める基準」通知を出し、1958年2月1日の第1期全人代第5回会議で、「費孝通・黄現璠・欧百川の全人代民族委員会委員の職務を免ず」という決議を行い、それによって「中国の歴史学界で最大の右派分子」と失脚し、広西師範学院図書館の管理員に左遷された。また文化大革命の期間にも、「資産階級の反動的な学界の権威」として糾弾され、紅衛兵の攻撃対象とされ、迫害を受けた。
1979年に名誉を回復された後、第5期中国人民政治協商会議全国委員会委員、第1期「中国民族学研究会」（後に中国民族学学会に改名）顧問、中国大百科全書・民族編集委員会委員、第1期「中国西南民族研究学会」顧問、第1-2期「中国百越民族史研究会」副会長を務めた。1981年に、桂林に民営「漓江大学」を創設し、校長となった。このために、黄現璠は中国教育界における現代的な民間大学創設の先駆者のひとりと見なされた。

## 少数民族調査の経歴

### 1940年代
黄現璠は1943年から長きにわたり熱心に少数民族調査活動を行った。彼が中国語、チワン語、ヤオ語、トン語、日本語、英語に精通するため、少数民族のフィールドワークに便宜を図り、そこで多くの成果を得た。1943年8月に、黄現璠は「黔桂（貴州省と広西省）少数民族辺区調査団」を組織し、団長となった。1945年4月には「黔南（貴州南部）少数民族辺区調査団」を組織して団長となった。その年9月に、助手とともに貴州省融県ミャオ族の山岳地帯に入って学術調査を行い、何度も団員を連れて黔桂の2省の少数民族山岳地帯の奥深くに入り、広範な調査活動を行い、数々の貴重な歴史資料を収集した。このために、彼は中国における少数民族フィールドワークの先駆者のひとりと見なされた。

### 1950年代
1951年6月に、黄現璠は「中央民族訪問団中南訪問団広西分団」（1分団、団長費孝通）に参加し、副団長となり広西の少数民族の地区に入って慰問と調査を行った。1952年3月に、助手とともに広西省の都安県、東蘭県、南丹県のヤオ族、チワン族の歴史文化と現状の生活を調査し、同年8月に、広西省の扶綏県、崇左県、徳保県、靖西県に入って、フィールド調査に従事し、土司および宋代チワン族英雄儂智高と清代チワン族英雄呉凌雲・呉亜忠父子武装蜂起に関する歴史資料を収集した。1953年6月に、彼は広西大学で「桂西チワン族自治区人民政府文化教育局歴史文化財調査工作組」を組織し、組長を務め、調査グループの成員と一緒に、広西の鳳山県、南丹県、天峨県、河池県、羅城県、忻城県などの少数民族居住地に入って、ヤオ族、マオナン族、ミャオ族、チワン族、ムーラオ族などの少数民族を訪問と調査し、数々の文化財と歴史資料を収集した。1954年3月に、彼は広西省の貴県に入って、貴県でのチワン族の分布および清代チワン族英雄黄鼎鳳武装蜂起と太平天国武装蜂起に関する歴史資料を収集した。1956年4月、彼は広西省の武鳴県、上林県、賓陽県、貴県、来賓県入って、貴県のチワン族の分布、清代チワン族英雄黄鼎鳳武装蜂起、清代チワン族英雄李錦貴武装蜂起および太平天国武装蜂起に関する歴史資料を収集した。1956年8月に、彼は「広西少数民族社会歴史調査グループ」を創立することに参与し、そのグループの副組長兼チワン族グループの組長、実際は全組の学術の調査の仕事に責任を負って、グループを率いて桂西チワン族自治州が管轄した5つの専区、2つの市、52の県、1つの自治区など少数民族の地区に入って、広西の少数民族歴史と伝統文化に対して、有史以来初めての系統的、全面的かつ大規模な調査を行い、歴史資料を収集し、多くの貴重な歴史資料を手に入れた。このすべてはチワン族の社会歴史文化の全方位の深く研究ために基礎を打ち立てたこと、広西民族研究所の創立とチワン学の研究と発展に条件を創造した。まさに梁黎がいったとおり、中華人民共和国成立後の民族識別工作の3段階中で、費孝通・黄現璠・夏康農など20世紀の中国人類学と民族学における著名な学者および民族研究に従事する学者が傑出している貢献を作り出した。まさに全国の民族識別工作の成果を基づいて、国務院が中国を55の少数民族を共有し、漢族を足して全部で56の民族を公表した。科学研究と民族の自らの意志の原則を通じて、民族成分を決定し、中国の民族研究の仕事をする初めての試みになって、同時に国際民族学界の広範な注意を引き起こし、とても高い評価を得た。」「これは中国民族学者らが黄現璠を中国現代民族学研究の創立者のひとりと見なされた1つの原因であっる。」

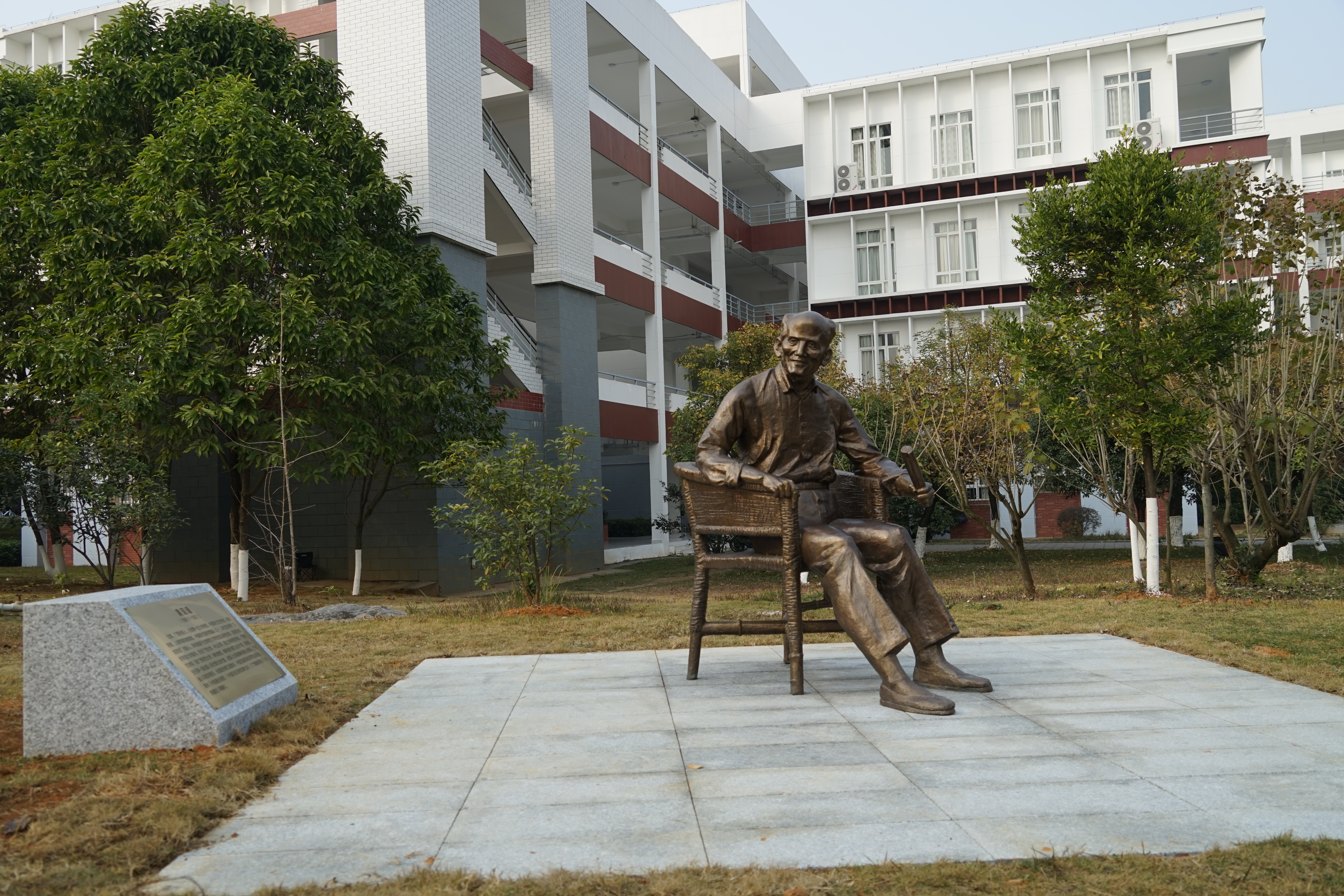
黄現璠の銅像が広西師範大学雁山キャンパスの総合教学棟前に建立された

### 1970年代
1978年7月に、黄現璠は助手と一緒に、広西チワン族自治区の竜州県、憑祥県、寧明県、崇左県など地域に入って、1979年11月にも、助手と一緒に、広西チワン族自治区の百色県、田陽県、田東県、巴馬ヤオ族自治県、都安ヤオ族自治県など地域に入って、チワン族の花山岩絵と銅鼓に関する学術考察を行った。花山石窟の壁画研究は黄現璠の学術経歴における新たな方向性となりました。数千年前にさかのぼるこれらの古代芸術作品は、この地域の先史時代および壮族をはじめとする地元民族の文化的起源を研究する上で独特の視点を与えました。この時期、黄現璠は『広西寧明花山壁画同岩洞葬』、『壮族族源与花山崖壁画之关系』など多くの学術論文を発表し、この地域の先住民族や少数民族の文化に焦点を当てました。長年の研究経験と岩画研究で得られた歴史的背景によって、彼の研究視点はより深まりました。彼の研究は、花山壁画の詳細な分析とその地域の古代史理解への意義、広西の異なる民族の現代的文化伝統の比較研究など、多岐にわたるテーマを包含しています。これらの研究成果は、中国南西部の民族研究分野における彼の地位を固めただけでなく、考古学、人類学、歴史学の学際的領域において新たな研究方向を切り開きました。黄現璠は少数民族とその文化研究への関心を持続させ、考古学的視点を取り入れることで、その学術的アプローチの進化を示しました。この時期の研究は、広西の少数民族文化に対する理解を深め、同時にこの地域の豊かな文化史の解明に貢献しました。

### 1980年代
1981年3月に、黄現璠は助手と一緒に、四川省の宜賓地区に着いて少数民族の懸棺葬を考察した。

## 学問・特徴・評価

### 歴史研究法
黄現璠の学問は史料に基づく実証的なものであった。陳吉生教授が語るところによると、黄現璠は、史料を広く集めて精選し、それより確実かつ穏当な結論を導くという、歴史研究の正道というべき手法を用いた。その上、黄現璠の学問研究はとても勤勉で、討論に熱中し、まさに陶希聖教授がいったとおり、「黄現璠先生は北京師範大学研究院で陳垣先生の指導を受けて苦学大学院生であった。」「民国の30年代に、私は北京師範大学史学部で中国社会史課程を講義し、この時、常に私と学問を討論した1人が当本の著者黄現璠であった。」研究方法の上、黄現璠は王国維の「二重証拠法」を突破し、「黄氏三重証拠法」を創立した。つまり、これは考古資料（実物と文字）、歴史文献、民族学の調査資料（実物文化財、口述資料）の三重証拠を結合し、それによって中国古代史と文化を研究する新しい歴史研究法である。

### 革新性
20世紀前半、西洋の社会科学の潮流の影響を受け、中国の歴史学界は伝統的な歴史学を再考し始め、新たな研究方法や分野を模索するようになりました。黄現璠はこの時代の流れに積極的に順応し、「新史学」の実践的アプローチを探求しました。ちょうどアメリカのロビンソンが提唱した新史学派の思想が中国に伝わった頃に、黄現璠はその「新史学派」の支持者となり、この思想を自身の歴史学研究に取り入れ、実践と検証を重ねました。彼の論著は革新性に富み、数多くの著作を残しました。例えば、彼の最初の論著である『中国通史綱要』（上・中・下巻）は1932年から1934年にかけて出版され、中国人による「中国通史」という名を冠した最初の歴史書となりました。彼の研究活動は、中国の学者たちが歴史学の発展において独立した思考と革新的な精神を持っていたことを示すものでした。、例えば彼の最初の論著『中国通史綱要』が（上・中・下巻）1932-1934年に出版され、中国人による「中国通史」の名前を付ける最初の歴史論著である。
1936年3月に出版された黄現璠の『唐代社会概略』（商務印書館、1937年2月に再版）は、中国人による最初の唐代社会史研究に関する専門論著であった。その評価について、山東大学歴史文化学院の劉玉峰教授が語るところによると、「黄現璠の『唐代社会概略』は、唐代社会史研究に関する最初の専門論著であった。」台湾仏陀大学の元学長龔鵬程教授（北京大学、北京師範大学の客員教授を兼ね）が語るところによると、「20世紀30年代に黄現璠の『唐代社会概略』は、最初に階級の1章を出して、賤民、娼妓、労働、貴族、座食（僧侶を指し）などの階級を議論し、その後、このように中国社会の中の身分等級に関して、きわめて多いことを討論された。」中国芸術研究院の項陽研究員が語るところによると、「前で述べたように、制度は音楽の文化の形成と発展に対して、かなり重要な影響を持って、みんなはもしこの点を認めることができるならば、私達の研究に1種の新しい視角、新しい構想を提供した。中国の音楽史研究を振りかえって、このような方法はたくさんの学者が局部の運用で、日本学者岸辺成雄が唐代音楽史に関する研究は制度からよく考慮する1つの模範となる事例であった。岸辺成雄の書巻末に引用・参考文から見て、黄現璠先生の『唐代社会概略』は社会制度に対する探求成果を岸辺成雄の唐代音楽史研究の基礎となった。」 本書は、黄現璠の提唱する「歴史を俯瞰する」という新史学の理念を提示し、下層労働人民の研究に焦点を当て、社会生活史に注目することで、伝統的な歴史叙述に見られる帝王将相のみを重視する「上から下へ」の視点を打破し、「下から上へ」の視点で労働人民の声を代弁している。この革新的な試みは歴史学界において急速に広く認められ、初版はすぐに完売となり、1937年2月には早くも再版された。黄現璠のこの学術的探求は、20世紀初頭の中国社会史研究において先駆的な地位を占めていただけでなく、国際的な学術動向とも共鳴していた。フランスのアナール学派の第一世代の指導者であるリュシアン・フェーヴル（1878-1956）とマルク・ブロック（1886-1944）が提唱した「歴史を下から見る」（「アナール学派の歴史学」または「全体史」とも呼ばれる）と比較すると、黄現璠の「歴史を俯瞰する」という視点は、当時の国際的な潮流と軌を一にするものであったことがわかる。
1936年10月に出版された黄現璠の『宋代太学生救国運動』（商務印書館）は、中国人による最初の学生運動史研究に関する専門論著であった。20世紀50-60年代に、台湾学者李敖は「台北文星出版社」を主宰した時期に、2度は再び黄現璠の『宋代太学生救国運動』を出版し、2度もこの本とベーコンの『新しいツール』、ラッセルの『哲学中の科学的な方法』、デューイの『哲学改造』（胡適などの訳本）、ロビンソンが『新しい歴史学』、ナポレオンの『ナポレオンの日記』、ガンジーの『ガンジー自序』、服部宇之吉の『儒教と近代的な思潮』、王夫之の『宋論』、王国維の『宋元演劇史』、黄侃の『文心雕龍読書メモ』などいっしょに「近現代世界学術精典100冊シリーズ」の1つとした。中国現代学者は黄現璠の『宋代太学生救国運動』を「民国叢書精典」第5集の1種に収入した。これよりこの本がきわめて高い学術の価値を持つことにわかる。黄現璠のこの著作は、彼が提唱する「新応用史学」の価値と意義を十分に体現している。この革新的な歴史学の手法は、多様な学術的伝統と思想を融合させ、著者の卓越した総合力を示している。それは、清代考証学派の代表的人物である黄宗羲の独立した思考と実証精神に基づく学問のエッセンスを取り入れ、顧炎武の「経世致用」の理念を吸収し、さらにロビンソンが提唱した新史学が強調する「歴史の現実的関心と教育的機能」の特徴も参考にしている。黄現璠は、清代考証学派の限界を鋭く認識し、「研究のための研究」という傾向を批判した。彼は、伝統的な考証方法の中から合理的な要素を巧みに抽出し、それを新しい歴史学の体系に組み込んだ。この手法は、乾嘉期の考証学派が考証を目的とし手段とみなさなかった限界を超越している。同時に、黄現璠は顧炎武の真実を追求する精神と大義を重んじる思想も吸収した。彼はこれらの理念を新しい歴史学の手法と結びつけ、独自の学問的視点を形成した。こうした総合的かつ革新的な手法は、彼の著書『宋代の太学生救国運動』において十分に発揮され、歴史研究に対する著者自身の深い理解と独自の洞察力を示している。多元的な融合という手法を通して、黄現璠は伝統的な歴史学の欠陥を是正するだけでなく、新しい歴史学のパラダイムを創出し、中国近代歴史学研究に新たな活力を吹き込んだ。
20世紀40年代に、黄現璠教授は「日本人の坐法」（上・下）をはじめ、中国と日本の社会生活史に関する一連の論文を発表しました。これらの論文は、社会史研究を深化させると同時に、「新史学」に新たな研究の方向性を示しました。黄現璠は早くから「物質民俗学」の探求に取り組み、当時の中国における民俗学研究の領域を広げました。彼の研究方法は、伝統的な観念や習俗にとどまらず、日常的な物質文化にも深く切り込み、この分野に新たな視点を提供しました。その代表作である『餐具と飲食礼儀の研究』は、まさにその好例です。この研究は、豊富な歴史文献を基に、中国古代の飲食器具の変遷と食卓作法の発展を考察したものです。器物そのものだけでなく、関連する儀礼文化にも焦点を当て、黄現璠の学際的な研究方法が示されています。この著作は、中国料理史研究の興隆期（1911年から1949年）における重要な作品の一つとして一部の学者から評価されています。黄現璠が物質文化を民俗学研究の重要な視点としたことは、当時の中国学界では斬新な発想であり、中国民俗学研究に新たな方向性を示しました。この研究の視点と方法に基づき、一部の学者は黄現璠教授を「中国歴史民俗学」の発展に大きく貢献した人物の一人としています。
黄現璠は、その著書『「中国生活学」の構築を試論する』の中で、「中国生活学」という概念を初めて提唱しました。これは、当時の中国史学界では初めての試みであり、非常に現実的な意義を持っていました。黄現璠は、中国古代の衣食住行などの生活史を深く研究した上で、当時の「史学改革」という新しい思潮や「日本生活学」研究からの影響を受け、「中国生活学」の研究対象、定義、学問分野の設定、研究方法などについて予備的な検討を行い、枠組みの構想を提示することで、この新しい学問分野の発展の基礎を築きました。
1957年6月に出版された黄現璠の『広西チワン族略史』（広西人民出版社）は、中国チワン族史研究に関する最初の専門書であった。このために、黄現璠は中国民族学におけるチワン族史学の元祖と見なされた。その本の評価について、米国オハイオ州大学のマーク・ベンダー教授が語るところによると、黄現璠は「実際に数々の調査で獲得した口述資料と歴史文献を有機的に結合し、客観的に自分の民族の最初の歴史書を書き出し、画期的な意義を持つことと言える。」日本国立民族学博物館の塚田誠之教授が語るところによると、「『広西チワン族略史』はチワン学研究において、歴史的重大な意義を持つものであった。」『広西チワン族略史』は［1番早くて中国チワン族史研究に関する全面的で、系統的な紹介と研究の最初の専門書であった］。それは、まだ周恩来の関心と激励のもとで完成した歴史著作であった。
1983年10月に出版された黄現璠の遺著『儂智高』（広西人民出版社）は、中国の儂智高に関する最初の専門書あった。その本の評価について、まさに広西チワン族自治区政府元主席韋純束およびいくつか学者がいったとおり、「『儂智高』は中国チワン族歴史人物に関する最初の専門書であった。ここから封建王朝が儂智高に歴史の汚名を押しつけたことを明らかにした。」「当本は豊富な史料で広西歴史上の有名なチワン族人物儂智高及びその武装蜂起の問題に対して、透徹している論述と深く研究することを行って、儂智高及びその武装蜂起の性質と影響を科学的な評価した。」
1988年11月に出版された黄現璠遺著の『チワン族通史』（広西民族出版社）は、中華民族史において最初のチワン族通史であった。その本の評価について、まさに広西チワン族自治区政府元主席覃応機およびいくつか学者がいったとおり、黄現璠遺著の『チワン族通史』は、「充実している史料を豊かにすることを証拠にして、詳しくチワン族の起源を論述し、全面的にチワン族のそれぞれの歴史時期の政治、経済、文化の諸方面の発展状況を紹介した。これは現在に私が知っている最初のチワン族通史である。」黄現璠の遺著『チワン族通史』は、「初めて創造的にチワン族研究を民族史論の高度まで(へ)昇格させた。」「それは構造、規模になってから高めることおよび十分に後の世まで伝わることができる大規模民族通史の創作先例を創始した。」「それは中国の最初のチワン族通史である。当本は我が国の少数民族の歴史研究成果を豊かにして、チワン族史研究のために、比較的に新しくて全面的な資料をも提供した。」「それは我が国の歴史学界におして、最もに創始性、科学性と学術的理論価値に備える経典の大作をおされた。」米国オハイオ州大学のマーク・ベンダー教授が語るところによると、「黄現璠の『儂智高』と『チワン族通史』は、史料は豊かに、学術の価値もきわめて高くて、国際民族学において山開きをする著作であった。」広西大学の徐君慧教授は「黄現璠先生の『広西チワン族略史』、『儂智高』と『チワン族通史』が、チワン族にとって文化の貴重な宝物だけではなくて、中華民族の貴重な宝物で、それらは光があたり一面に輝きチワン族と中華民族の歴史を照らしていた」と同様に評価した。
ここから黄現璠はそれら論著によって、20世紀のチワン学研究にアカデミックな研究の気風を育て、大規模な調査資料を用いた新しい民族学研究の方法を開拓してチワン学研究の世界に定着させた。そこで黄現璠が中国民族学界の「チワン学の父」と尊称なされた。この基礎の上で、「黄派」（Huang School或はHuang group）と中華民族史における最初の少数民族学派――「八桂学派」（Bagui School）を徐々に形成されていった。このために、黄現璠が中国民族学界の「八桂学派」の創始者或は指導者になられた。

### 史観
1979年に、黄現璠は「中国民族歴史に奴隷社会がないことについて」という重要な論文を発表し、これをさらに発展させたのが、1981年に成った『中国歴史に奴隷社会がない論』であった。これは1957年に黄現璠で提唱した「奴隷社会跨越論」の継続であった。まさにアメリカ太平洋大学アジア研究センターのジェフリー・G・バロ歴史学教授、およびカリフォルニア大学歴史学教授ジョージ・V・H・モズレーは次々と指摘したとおり、「マルクスの著作に対する理解の混乱があってはっきりと説明できないため、この地区（チワン族地区）の伝統的な中国の解釈の観点は、依然として人びとに懐疑の意を示させた。伝統的な観点によれば、チワン族は宋代の前に奴隷社会に属し、そこで国家を創立することはあり得ない。黄現璠と国際史学界に公認されたチワン族歴史学者は、納得できる自説を展開しており、過去何回も詰問に遭った部分を雄弁に論証した。つまり、伝統的な観点（唯物史観の発展段階論）はチワン族社会を説明することに適しないのだ。」 「この観点のために、黄現璠は非難に何度も遭いた。」 日本国立民族学博物館の塚田誠之（つかだしげゆき）教授は「黄現璠はチワン族社会の発展段階が氏族社会から直接に初期の封建社会に入り、転換の起点が唐宋の時代に始りと思った。それによって、古代チワン族社会性質をめぐる論争を巻き起こした。」と同様に指摘した。つまり黄現璠は、マルクスの発展段階説が全人類史的＝全世界史的に見た歴史であって、個々の地域や民族の歴史ではない。従ってヨーロッパ諸国でもそれぞれの国での歴史でも当てはまらず、ましてや中国古代史にも当てはまらない。奴隷社会とか、世界史に通じる用語がない。中国古代史の中に決して奴隷社会が存在しない。特に、マルクスの発展段階説が中国個々の地域史や民族史にそのまま当てはまらない、などと思った。それによって、「黄現璠史観」を確立し、郭沫若の教条主義的な史観に向かって猛烈な批判を展開した。「黄現璠史学」は史料に基づく実証的なものため、これは「郭沫若史学」とある程度異なって、そこで黄現璠の「無奴論」と「奴隷社会跨越論」登場後、これらは、中国歴史学界の普遍的な反応を得た。広西民族大学の莫金山教授が語るところによると、「1979年に、黄現璠は『中国民族歴史に奴隷社会がないことについて』という重要な論文を発表したのちに、張広志、胡鍾達の両教授の熱烈な支持を得た。筆者の大まかな統計によれば、現在の中国史学界では発表したこの種類の文章はすでに百編近くなった。『中国民族歴史に奴隷社会がない』の支持者は日に日に増える各種の兆しがある」と表明した。西安理工大学人文学院の王長坤、魯寛民、尹潔教授が語るところによると、「1979年に、黄現璠は『中国民族歴史に奴隷社会がないことについて』という重要な論文を発表した後に、張広志、胡鍾達、沈長雲など教授の熱烈な支持を得て、その上、支持者はだんだん多くなって、ここ数年来発表したこの種類の文章は百編すでに近くなった。現在には「無奴学派」の支持者はだんだん多くなるようで、1種の熱気あふれるような活況を呈している。それに対し、郭沫若を代表にした「有奴派」の追随者は決して多くなく、新味に乏しく、批判者の力強い挑戦を受けでいる。」青海師範大学の元学長で教授の張広志が語るところによると、「文化大革命10年の時期に、林彪と4人組は毛沢東の名を借りて、郭沫若の中国古代社会発展段階説をただ尊重することに確約した。改革開放後の新しい時代の比較的な自由な学術環境の到来に従って、何人かの学者が根本的に再び中国古代社会発展段階説の問題を検討することに決心を促し、つまり、中国歴史は底に上がって1つ奴隷社会発展段階が存在したかどうか、もしその問題が根本に存在しないならばまた、そこに中国の奴隷制社会と封建社会の時代区分と制限問題を論争するのは、でたらめではないだろうか。改革開放新時期に、古代中国に奴隷社会の発展段階がないと主張している学者は黄現璠、張広志、胡鍾達、沈長雲、晁福林などである」としており、さらに張広志は、「しかも、最初にこの史学ペナルティエリアを突き破りのは黄現璠先生であった」と述べている。
上海復旦大学の陳淳教授は「1979年に、黄現璠は「中国民族歴史に奴隷社会がないことについて」という重要な論文を発表したの後に、引き続いて、張広志も1980年に「中国奴隷制度の歴史地位について」という論文を発表した。1982年まで着いて、だんだん多くなる学者は必ず奴隷社会の発展段階が決して人類歴史全体にあてはまる発展段階ではないことに傾いて、殷商は決して奴隷社会ではないことは中国歴史学界の共通認識になった」と語っている。こうした基礎の上に、改革開放の新時代には中国歴史学界における「無奴学派」（略語「無奴派」）は徐々に形成されていった。このために、黄現璠が中国歴史学界の「無奴学派」(略語「無奴派」) の指導者になられた。後に中国歴史学界では、「無奴派」と「有奴派」に別れ激しい論争を戦わせることとなった。

## 晩年

### 政治生活
黄現璠教授は名誉が回復された後、冤罪や誤判の事案の名誉回復に積極的に取り組み、多くの被害者のために尽力し、大きな成果を上げました。「反右派運動」などの政治運動で多くの無実の人々が不当な扱いを受けたことを深く理解していた彼は、これらの人々の名誉回復を自らの使命と考えていました。その典型的な例の一つが、元広西師範学院物理学部の学生の事例です。この学生は1957年の「反右派運動」の際に誤って「右派分子」とされ、直ちに逮捕・投獄されました。この若者は不当な扱いに怒りと戸惑いを感じ、自分の無実を信じ続けていました。彼は何度も関係部門に上訴し、自らの潔白を証明しようとしましたが、前向きな回答は得られませんでした。絶望と怒りの中、彼は二度にわたって脱獄を試みましたが、いずれも失敗に終わりました。これらの行為は当局に重大な違反行為とみなされ、彼の状況をさらに悪化させました。最終的に、彼は死刑執行猶予判決を受け、後に無期懲役に減刑されました。この学生は刑務所で丸23年を過ごし、青春の全てを鉄格子の中で失いました。黄現璠がこの事件を知ったとき、深い衝撃と同情を覚えました。これが重大な冤罪であることを認識し、この学生の冤罪を晴らす決意を固めました。黄現璠は長期にわたる救済活動を開始しました。彼は様々な方面に奔走し、各級政府部門と連絡を取り、証拠を収集し、事件の不合理な点を論証しました。著名な学者としての影響力を活用し、関係部門に何度も申立書を提出しました。この過程で多くの困難や障害に直面しましたが、彼は決して諦めませんでした。
黄現璠の粘り強い努力の末、ついに1981年8月、この「右派分子」の名誉は回復されました。彼は無罪釈放され、23年に及ぶ冤罪による獄中生活に終止符を打ちました。これは一人の人間が自由を取り戻しただけでなく、歪められた歴史の一部が正されたことを意味していました。釈放後、彼は広西師範学院物理学部に復職することができました。
この事例は、黄現璠教授が関わった多くの名誉回復活動のうちの一つに過ぎません。これらの努力を通じて、黄現璠は個人の自由と尊厳を回復させただけでなく、中国の法治主義の確立と歴史的正義の実現に重要な貢献をしました。彼の行動は、知識人としての社会的責任と人道主義精神を体現するものであり、後世の人々に大きな影響を与えました。

### 著述生活
黄現璠は晩年に至るまで学術研究に情熱を注ぎ、特に壮族の歴史と文化の研究に深く取り組みました。『壮族通史』の編纂にも積極的に携わり、壮族の文化的特徴、社会構造、歴史的発展を詳細に解明しました。また、中国古代史と民族史に関する論文を多数執筆し、両分野の研究に貢献しました。特に中国古代の奴隷社会に関心を寄せ、多くの研究成果を残しています。さらに、初期の学術著作の整理と改訂にも取り組み、特に中国の衣食住行の歴史や生活文化の学術的構築に力を注ぎました。これらの著作の学術的価値と正確性を高めることに尽力しました。研究活動に加え、黄現璠は晩年においても積極的に学術会議やセミナーに参加し、国内外の学者と交流を深め、自身の研究成果を共有しました。そして、自身の学術的影響力を活かして、社会の様々な分野で壮族文化への関心と研究を促進しました。

## 薨去
黄現璠は1982年1月18日、脳溢血のため桂林の病院で84歳で亡くなりました。黄現璠先生の生涯は、中国の近現代史における四つの重要な時期にまたがっていました。大清帝国の衰退、北洋政府の台頭、中華民国の動乱、そして中華人民共和国の数々の政治運動を直接体験しました。彼の人生は20世紀中国社会の大変革を映す縮図と言えるでしょう。八十四年にわたる長い人生の中で、黄現璠は20世紀中国の学術界の発展に自ら関与しました。彼の生涯は単なる個人の伝記ではなく、生き生きとした中国近現代史そのものでした。息子の甘金山は「父」という文章の中で次のように書いています。「父の人生における栄誉と挫折は、中国の知識人の縮図です。父の生涯は、魯迅の言葉を思い起こさずにはいられません。『中国には古来より、黙々と努力する人、命がけで頑張る人、民のために声を上げる人、身を捨てて真理を求める人がいる——彼らこそが中国の背骨なのだ』と。」

## 死後
黄現璠教授が亡くなった後、広西チワン族自治区政府は「広西人民公墓」で葬儀を行いました。1998年11月13日、桂林中学は「黄現璠奨学金」を設立し、毎年彼の誕生日に奨学金を授与しています。1999年11月には、広西師範大学で黄現璠教授生誕100周年記念の研究会が開催され、「黄現璠少数民族優秀学生奨学金」と「黄現璠教授見義勇為基金」が設立されました。その後、彼の学問的業績を称える論文集『古書解読初探——黄現璠学术論文選』が「記念文集」として出版されました。
2003年11月13日には、広西師範大学に「黄現璠出版基金」が設立されました。2017年8月21日、黄現璠教授の生家は扶綏県の文化遺産に指定されました。2018年2月には、扶綏県政府が数十万元を投じて「黄現璠故居」の修復を行いました。同年、広西南寧の南湖公園には著名人の記念路が建設され、その地面には黄現璠教授の簡単な紹介文が刻まれた碑文が設置されました。2022年9月10日、教師の日と中秋節に、扶綏の楽養城で「黄現璠先生銅像」の除幕式が行われました。これは彼の故郷に初めて建てられた全身像の銅像です。2023年11月13日、黄現璠教授生誕124周年を記念して、広西師範大学雁山校区総合教学楼前にも彼の全身像の銅像が設置されました。これは彼の全身像の銅像としては2つ目となります。

## 主要な著述と出版物

### 通史
- 『中国通史綱要』（上・中の2冊は黄現璠が単独で完成させ、下冊は劉鏞が完成させた）（1932-1934）
- 『中国通史講稿』（1938）
- 『中国史講義』（1945）
- 『中国生活学——食衣住行通史』（三卷、1981）
- 『チワン族通史』（1988）

### 断代史
- 『秦代通史』（1939）
- 『魏晋南北朝通史』（1940）
- 『魏晋南北朝隋唐五代史』（1941）
- 『隋唐五代史』（1948）

### 近代史
- 『民国史断片』（1948年）
- 『旧民主主義革命史稿』（二巻、1949）
- 『中国新民主主義革命史講稿』（1950）
- 『右江蘇維埃政権之創立』〈右江ソビエト政権の創立〉（1957）

### 専門史
- 『高校外国史』（二冊、1933）
- 『元代農民之生活——附奴隷考』（有高巌著、黄現璠訳、1934）
- 『唐代社会概略』（1936）
- 『宋代太学生救国運動』（1936）
- 『日本吸收中国文化史稿』（1942）
- 『中国文化史』（1943）
- 『中国殷代社会史』（1950）
- 『中国封建社会史』（1952）
- 『中国歴史名著選読』（1953）
- 『広西チワン族略史』（1957）
- 『中国歴史文選』（1962）
- 『漢族的形成』（1976）
- 『古書解読基礎知識』（1978）
- 『儂智高』（1983）
- 『中国歴史没有奴隷社会』（1981）
- 『中國歷史沒有奴隸社會——兼論世界古代奴及其社會形態』（2015）(穀歌圖書)
- 『黄現璠自伝』（2018）(廣西師范大學出版社)

### 学術論文集
- 『古書解読初探——黄現璠学術論文精選』（2004）

### 学術評伝
- 『韋抜群評伝』（2008）

## 一族
- 妻の劉麗華は、教師。
- 長女の黄小玲は、広西医学院教授。大娘婿の侯徳彭は、物理学教授（著述が豊富）、広西大学元総長、広西教育庁元庁長。
- 次女の黄文斐は、中国数学オリンピック高級な教学研究員（教授の職名に相当、著述が豊富）。次娘婿の孔生は、大学教官。
- 三男の甘金山は、広西師範大学客員教授。三男の妻の李明潔は、中国建築の高級技師。
- 四女の黄文魁は、漓江出版社元編集長（教授の職名に相当）。四娘婿の陳吉生は、桂林陸軍学院教授（軍級）。
- 五女の黄文彬
- 六男の甘文豪は、オーストラリア籍中国系学者。
- 七男の甘文傑は、日本留学学者（留学期間12年の経歴を有する）。

黄現璠の一族は、中国教育界に「教育名門」と称される。